# Toxorhina jamaicensis
Toxorhina jamaicensis är en tvåvingeart som beskrevs av Alexander 1964. Toxorhina jamaicensis ingår i släktet Toxorhina och familjen småharkrankar.
Artens utbredningsområde är Jamaica. Inga underarter finns listade i Catalogue of Life.